# Perzów (gemeente)
De gemeente Perzów is een landgemeente in het Poolse woiwodschap Groot-Polen, in powiat Kępiński.
De zetel van de gemeente is in Perzów.
Op 30 juni 2004 telde de gemeente 3925 inwoners.

## Oppervlakte gegevens
In 2002 bedroeg de totale oppervlakte van gemeente Perzów 75,46 km², waarvan:
- agrarisch gebied: 83%
- bossen: 9%

De gemeente beslaat 12,4% van de totale oppervlakte van de powiat.

## Demografie
Stand op 30 juni 2004:
| Omschrijving                   | Totaal | Totaal | Vrouwen | Vrouwen | Mannen | Mannen |
| ------------------------------ | ------ | ------ | ------- | ------- | ------ | ------ |
| eenheid                        | aantal | %      | aantal  | %       | aantal | %      |
| inwoners                       | 3925   | 100    | 1969    | 50,2    | 1956   | 49,8   |
| bevolkingsdichtheid (inw./km²) | 52     | 52     | 26,1    | 26,1    | 25,9   | 25,9   |

In 2002 bedroeg het gemiddelde inkomen per inwoner 1406,41 zł.

## Plaatsen
Brzezie, Domasłów, Koza Wielka, Miechów, Perzów, Słupia pod Bralinem, Trębaczów, Turkowy, Zbyczyna.

## Aangrenzende gemeenten
Bralin, Dziadowa Kłoda, Kobyla Góra, Namysłów, Rychtal, Syców